# Lecciones para un beso
Lecciones para un beso es una comedia romántica colombiana rodada en la ciudad de Cartagena de Indias, bajo la dirección de Juan Pablo Bustamante. Su estreno en Colombia fue el 8 de abril de 2011 y su premier el día anterior en Cartagena de Indias.

## Sinopsis
Es una comedia romántica, es la primera comedia romántica para hombres. Nos cuenta la historia de Alejandro (José Julián Gaviria), un adolescente bogotano que es obligado a vivir en Cartagena, porque su mamá (Cristina Umaña) fue a abrir un restaurante. Alejandro odia Cartagena, al punto que no ha desempacado su maleta desde que llegó. Pero es allí donde se enamora a primera vista de María (Vanessa Galvis), una deslumbrante quinceañera, proponiéndose al instante hacer hasta lo imposible por darle un beso en los labios. Dada su inexperiencia en temas del amor, Alejandro le pide ayuda a tres clientes del restaurante -un romántico (Óscar Mauricio Rodríguez), un mentiroso (Bárbaro Marín) y un materialista (Salvo Basile)- para que le enseñen cómo lograr su meta. Estos hombres no solo aceptan, sino hacen una apuesta para ver cuál consigue asesorarlo mejor hacia su primer beso.

## Lecciones para un Tríopasó a serLecciones para un Beso
El título de la película hasta el fin de rodaje fue Lecciones para un Trío, pero como llevaba a más interpretaciones que las pretendidas por el guionista, que a su vez estaban generando confusión, fue cambiado a Lecciones para un Beso después de seguir una sugerencia del editor del filme, Alberto Ponce. También se pensó Lecciones para dar un primer beso

## El Guion

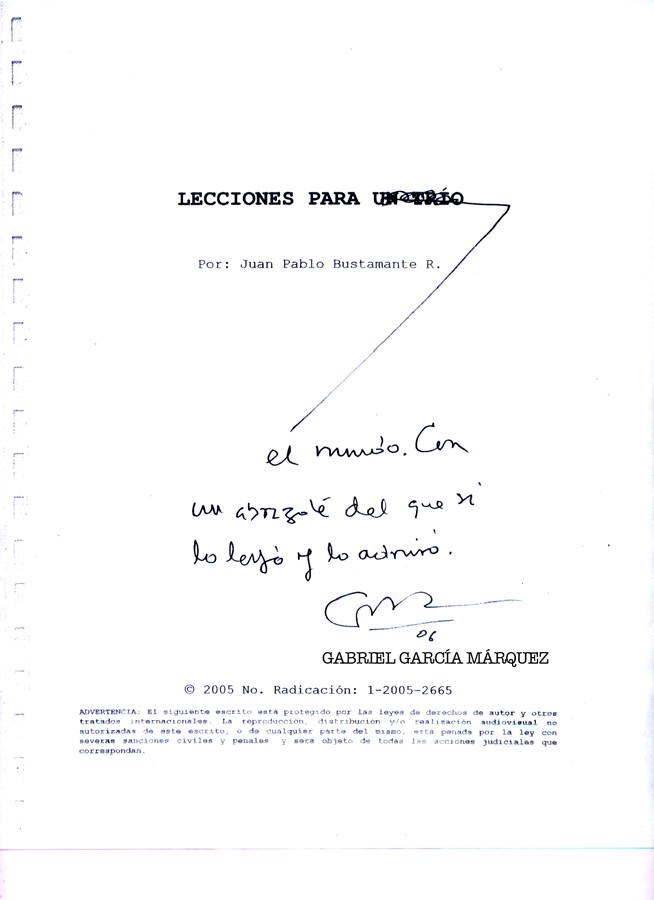
El guion con la impresión de Gabriel García Márquez, de su puño y letra

El guion fue merecedor de una beca para el Taller Cómo se Cuenta un Cuento, en la Escuela Internacional de Cine y TV de San Antonio de los Baños (Cuba), dictado por el Premio Nobel de Literatura Gabriel García Márquez (Cien Años de Soledad, El Amor en los Tiempos del Cólera) y el realizador español Fernando León de Aranoa (Barrio, Los Lunes al Sol). Al Premio Nobel le gustó tanto dicho guion, que sobre una copia borró las palabras 'un trío' del primer título del filme y la cambió por 'el mundo', quedando así la frase "Lecciones para el Mundo", rematado por el siguiente texto: "con un abrazote del que sí lo leyó y lo admiró. Gabriel García Márquez. 2006."

## Rodaje
- A 4 días de iniciarse el rodaje, Amada Rosa Pérez, una de las actrices principales, renunció argumentando que el actuar de su personaje iba en contra de sus principios religiosos, porque tenía sexo antes del matrimonio.[5] Fue reemplazada por Catalina Londoño. El escritor Daniel Samper Pizano, en su columna quincenal Postre de Notas, bajo el título Visitas Celestiales habló sobre ese hecho, destacándose el siguiente aparte: "...Pero hay quien no queda contento con recibir supuestas visitas a domicilio de la Madonna, sino que se entiende directamente con el Creador. Así lo expresó una conocida actriz contratada para cierto papel de reparto en la película de Juan Pablo Bustamante, 'Lecciones para un trío', que se filma en Cartagena. Cuando faltaban horas para iniciar el rodaje, y ya la actriz sabía de memoria y había ensayado la escena de cama que le tocaba representar, aconteció un fenómeno impresionante. Según ella, el Señor se le apareció y le exigió que no hiciera la película, porque su personaje (Mónica) tiene relaciones sexuales prematrimoniales y eso es algo muy feo. Bustamante le explicó que una cosa son los personajes y otra quienes los encarnan, y que Al Pacino no mata mafiosos, como sale en 'El Padrino', ni el Conejo de la Suerte lanza en la vida real tacos de dinamita a otros animales: es una ficción, nada más..."[6]

- La filmación se inició el 8 de junio de 2009, con una proyección de 9 semanas y media de rodaje en más de 20 locaciones del sector histórico de Cartagena de Indias.[7]

- El 10 de agosto de 2009, cuatro días antes de lo previsto, se culminó la etapa de rodaje, momento que fue celebrado en una fiesta ofrecida por la producción en el Terminal de Cruceros de la Sociedad Portuaria de Cartagena. El director y los actores que protagonizaron la película hicieron su arribo al evento a bordo de un vistoso catamarán.

## Exhibición
- Obtuvo poco más de 95.000 espectadores después de su paso por cines colombianos, cifra que supera muchas otras producciones del mismo país.[8]
- Luego de una alianza entre Facebook y la casa productora Talleres Uchawi, Lecciones para un beso se convirtió en el primera película hispana en estrenarse en dicha red social, el 14 de febrero de 2012.[9] El filme atrajo cientos de miles de espectadores latinos de todo el mundo, no solo por su romántica historia sino también por la novedosa forma como se exhibió en Facebook.[10]
- El 10 de enero de 2013 se estrenó en todas las tiendas iTunes de habla hispana e inglesa, como uno de los lanzamientos recomendados.[11]

## Curiosidades
- Para el personaje de María fue escogida la joven Vanessa Galvis, siendo este su primer papel a nivel profesional. Ella fue encontrada por el director gracias a que son vecinos en la vida real, sus casas están pegadas la una de la otra.
- Un día después de haberse realizado la fiesta de fin de rodaje, se volvieron a refilmar unas tomas de una escena en el Cementerio de Manga. Las cintas que se usaron en la primera oportunidad, sufrieron un brillo extraño cuyo origen no tiene una explicación técnica. Ante la posibilidad que haya sido una intervención sobrenatural, en la refilmación el equipo de la película ofreció un rezo y flores a la tumba donde se volvió a desarrollar la escena.